# Soham (induismo)
So'ham (in sanscrito: सोऽहम् , so'ham, "lui è me") è un mantra indù menzionato in diverse Upanishad. Svolge anche un ruolo nello yoga e nel tantra. So'ham è composto dai due pronomi sanscriti saḥ (सः , "lui") e aham (अहम् , "io"), unione che in lingua sandhi assume la forma so'ham. Il significato è "lui è me" o "io sono lui" (il verbo "essere" è sottinteso) e simboleggia così l'unità dell'anima personale (jiva) con l'Assoluto.

## Interpretazione
L'interpretazione mistica dice che ogni essere vivente recita involontariamente questo Ajapa-Mantra attraverso la respirazione, dove sa è la fase di inspirazione e ham quella di espirazione.
La parola sanscrita palindroma hamsa significa "oca, cigno", animale che nel simbolismo indù simboleggia il sé e rappresenta anche il respiro vitale, il prana. Quest'ultima è la speigazione della Dhyanabindu Upanishad, che si occupa anche della sacra sillaba Om: